# Округ Дакота (Небраска)
Дакота (енгл. Dakota County) је округ у америчкој савезној држави Небраска.

## Демографија
По попису из 2010. године број становника је 21.006, што је 753 (3,7%) становника више него 2000. године.
| Група             | 2000.          | 2010.          |
| Белци             | 14.368 (70,9%) | 11.596 (55,2%) |
| Афроамериканци    | 126 (0,6%)     | 660 (3,1%)     |
| Азијати           | 624 (3,1%)     | 631 (3,0%)     |
| Хиспаноамериканци | 4.581 (22,6%)  | 7.419 (35,3%)  |
| Укупно            | 20.253         | 21.006         |